# Марія Антонія Бурбон-Сицилійська
Марія Антонія Бурбон-Сицилійська (ісп. María Antonia de Nápoles; 14 грудня 1784 — 21 травня 1806) — принцеса Астурії.
Молодша дочка Фредінанда I Бурбона, короля Сицилії та Марії Кароліни.
Була заручена зі своїм двоюрідним братом, принцом Астурії (пізніше королем Іспанії Фердинандом VII), тоді як її старший брат Франциск був заручений із сестрою Фердинанда, інфантою Марією Ізабеллою. Весілля Марії Антонієти та Фердинанда відбулося 4 жовтня 1802 року у Барселоні. У пари не було нащадка; навіть незважаючи на те, що Марія Антонія завагітніла двічі в 1804 і 1805 роках, обидві вагітності закінчилися викиднями.